# Somogyudvarhely
Somogyudvarhely (kroatisch Dvorišče) ist eine ungarische Gemeinde im Kreis Csurgó im Komitat Somogy.

## Geografische Lage
Somogyudvarhely liegt unweit der Grenze zu Kroatien. Nachbargemeinden sind Berzence und Bélavár. Jenseits der kroatischen Grenze liegt der Ort Ždala.

## Gemeindepartnerschaften
- Molve, Kroatien, seit 1997
- Mugeni, Rumänien, seit 1995

## Sehenswürdigkeiten
- Baggerseen (Bányatavak)
- Reformierte Kirche, erbaut 1856
- Römisch-katholische Kirche Szűz Mária neve, erbaut im letzten Viertel des 19. Jahrhunderts
- Szeklertor (Székelykapu)
- Weltkriegsdenkmal (I-II. világháborús emlék)

## Verkehr
Durch Somogyudvarhely verläuft die Landstraße Nr. 6801. Die Gemeinde ist angebunden an die Eisenbahnstrecke von Pécs nach Gyékényes.

## Bilder

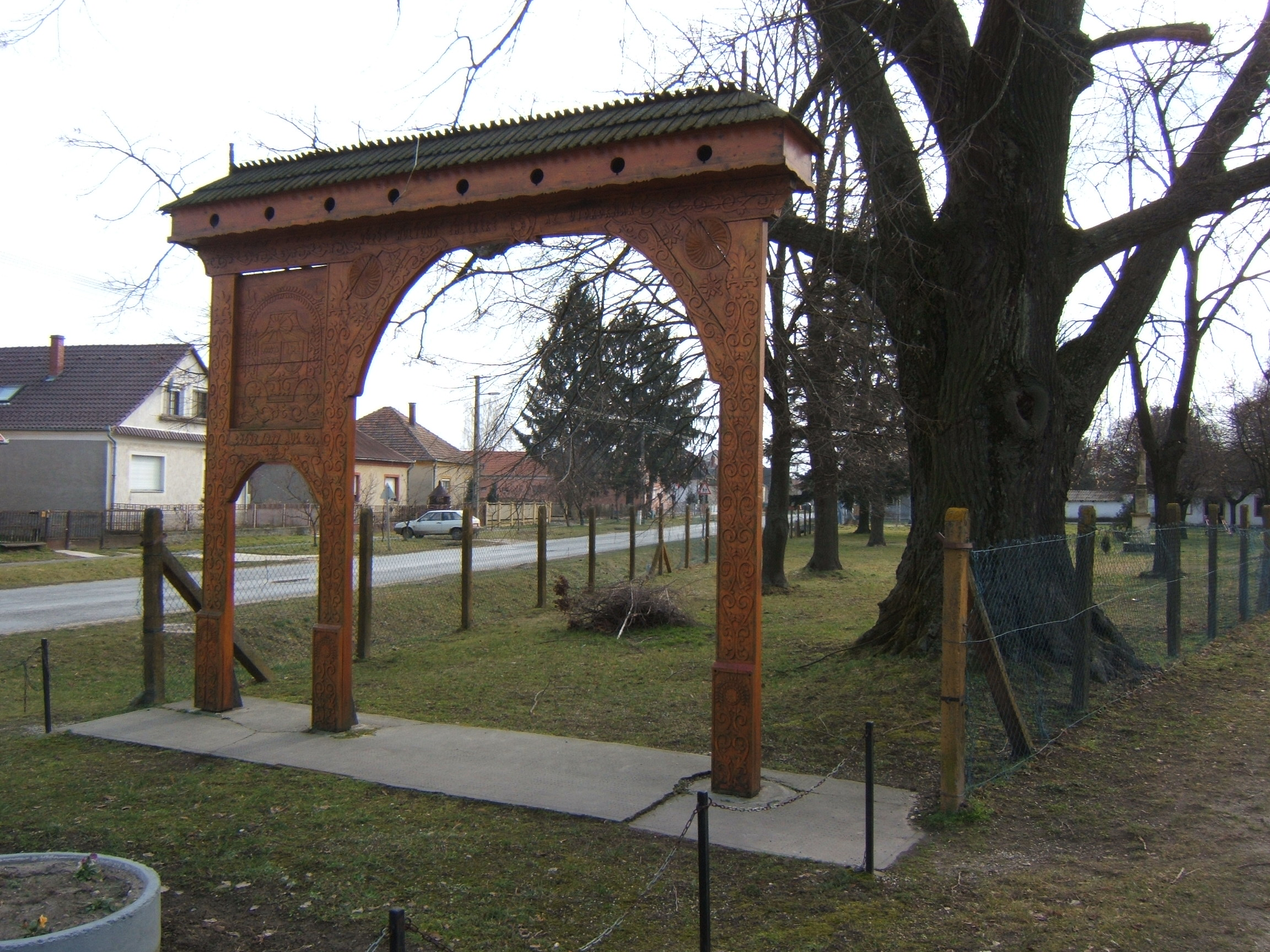
Szeklertor
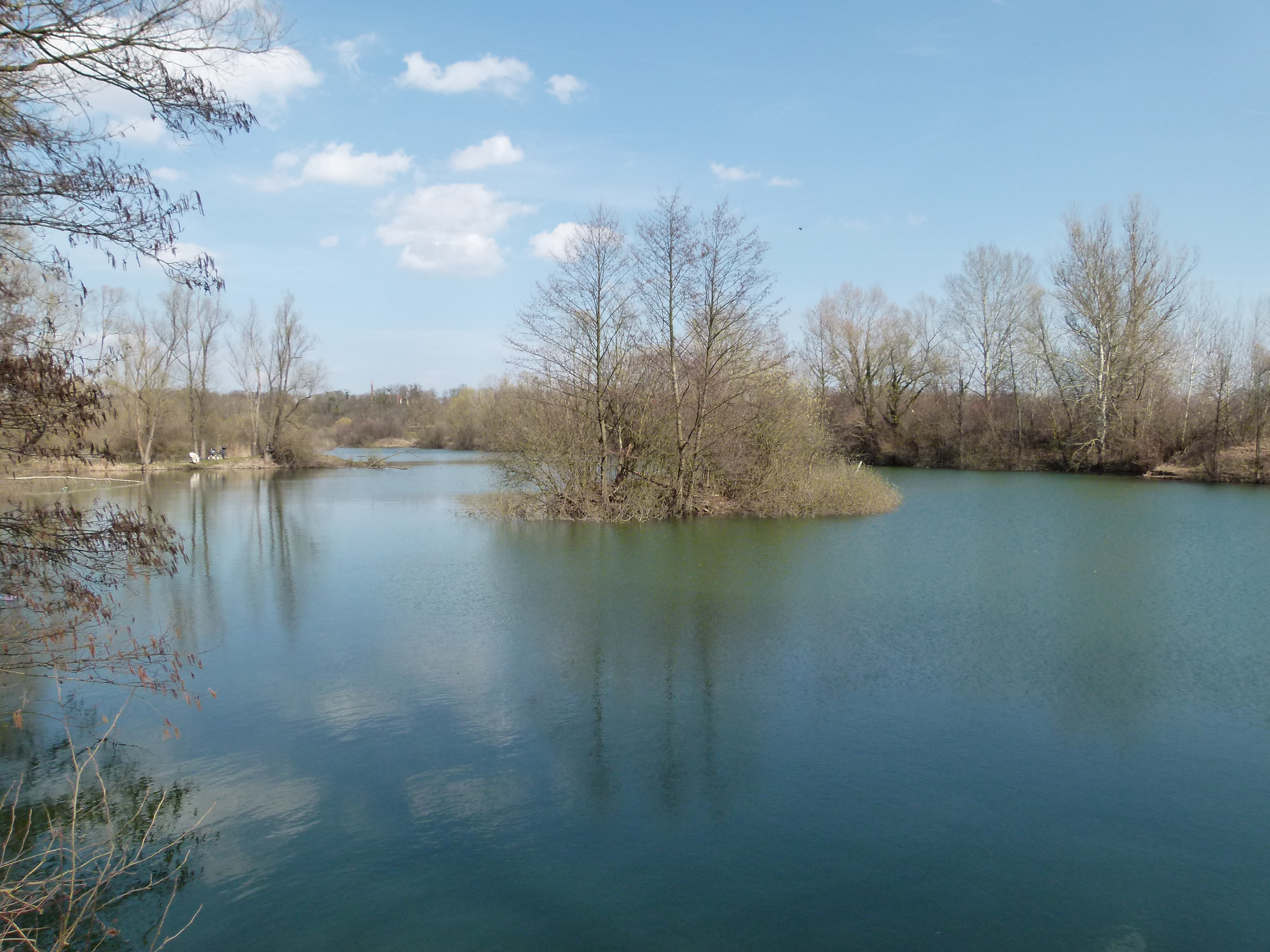
Baggersee